# Neukirchen bei Sulzbach-Rosenberg
Neukirchen bei Sulzbach-Rosenberg település Németországban, azon belül Bajorországban. Lakosainak száma 2507 fő (2023. december 31.).

## Népesség
A település népessége az elmúlt években az alábbi módon változott:
| Lakosok száma | 442  | 1148 | 1835 | 2672 | 2595 | 2580 | 2592 | 2497 | 2451 | 2507 |
|               | 1875 | 1950 | 1975 | 2010 | 2012 | 2013 | 2015 | 2017 | 2021 | 2023 |